# Lucio Cecilio Minuciano Apuleyo
Lucio Cecilio Minuciano Apuleyo (en latín, Lucius Caecilius Minutianus Appuleius) fue el supuesto escritor romano de la obra De Orthographia, de la que se han publicado diversos fragmentos, y supuestamente también de De Nota Aspirationis y De Diphthongis.
Madvig demostró que la primera obra es de un impostor del siglo XV y las otras fueron escritas en el siglo X.